# Penningtvättsdirektivet
Penningtvättsdirektivet, eller direktiv (EU) 2015/849 (tidigare direktiv 91/308/EEG och direktiv 2005/60/EG), är ett europeiskt direktiv som innehåller en rad åtgärder för att bekämpa penningtvätt och finansiering av terrorism inom Europeiska unionen. Direktivet utgör en del av harmoniseringslagstiftningen för den inre marknaden. Det utfärdades ursprungligen av Europeiska unionens råd den 10 juni 1991, trädde i kraft den 13 juni 2013 och skulle vara införlivat i de nationella lagstiftningarna senast den 1 januari 1993. 2007 antog Europaparlamentet och rådet ett nytt direktiv, som i sin tur ersattes av det nuvarande penningtvättsdirektivet 2015.
Penningtvättsdirektivet innehåller en rad åtgärder för att bekämpa penningtvätt och finansiering av terrorism. Genom direktivet måste bland annat banker, fastighetsmäklare, spelbolag och vissa andra kategorier av tjänsteleverantörer bedöma transaktioner och vid behov begära bevis på pengarnas ursprung och transaktionens syfte. I vissa fall krävs viss kundkännedom.
Penningtvättsdirektivet 2015/849 har ändrats via direktiv 2018/843.
Penningtvättsdirektivet är tillämpligt inom hela Europeiska unionen. Därutöver är det även tillämpligt i Island, Liechtenstein och Norge genom EES-avtalet.

## Viktiga artiklar
Alla EU-direktiv är indelade i artiklar. För penningtvättsdirektivet är följande artiklar centrala:
- Artikel 2: Anger vem som täcks av direktivet, bland annat banker, revisorer, fastighetsmäklare och spelbolag. Samt andra som handlar med varor till pris av över 10 000 euro (tillägg 2018/843 nämner särskilt konstverk) .
- Artikel 13.1: Åtgärder för kundkännedom ska omfatta följande: a) Identifiering av kunden. b) Identifiering av den verkliga huvudmannen. c) Bedömning av affärsförbindelsens (kundens affärers) syfte. d) Fortlöpande övervakning av affärsförbindelsen.
- Artikel 14: Kontroll av kundens och den verkliga huvudmannens identitet ska ske innan, eller för banker eventuellt snarast efter en affärsförbindelse ingås eller en transaktion utförs. Om krav på kundkännedom enligt artikel 13.1 a-c (ej inkluderande d) inte kan uppfyllas, så får inte en affärsförbindelsen inledas, ska en påbörjad transaktion avbrytas, samt ska affärsförbindelsen avbrytas.
- Artikel 33: De som ska övervaka sina kunder ska rapportera alla misstänkta transaktioner till en finansunderrättelseenhet (finanspolis och liknande).

## Implementering
Penningtvättsdirektivet är implementerad i svensk lag i första hand genom Penningtvättlagen (2017:630). Direktivets artiklar om kundkännedom är beskrivet i kapitel 3. Dock saknas undantaget i artikel 14 där artikel 13.1.d exkluderas, vilket gör att i Sverige kan banker avsluta alla tjänster med befintliga kunder som misstänks för penningtvätt.